# 开利开尔
开利开尔（法語：Kârikâl；泰米爾語：காரைக்கால்）是印度本地治里联邦属地的四個組成地區之一开利开尔县中的一个城市和市政区。2004年尾的南亞海嘯對該地區造成了巨大傷亡。

## 人口
2001年，开利开尔人口105333. 其中男性占49% ，女性占51%. 